# 一柳直治
一柳 直治（ひとつやなぎ なおはる）は、江戸時代前期から中期の大名。伊予国小松藩2代藩主。

## 生涯
寛永19年（1642年）5月4日、初代藩主・一柳直頼の長男として江戸で生まれる。母の青龍院は園部藩主小出吉親の娘。正保2年（1645年）、父の死去により、4歳で跡を継ぐ。慶安4年（1651年）、将軍徳川家綱に初謁。万治3年（1660年）12月、従五位下山城守に叙任。寛文元年（1661年）に初めて国入りを果たし、寛文4年（1664年）に封地の御朱印状を発給されている。
寛文年間から元禄年間（1661年 - 1704年）にかけて、広江村（現在の西条市広江）で干拓を行うなど、300町歩の新田開発を行った。また、直治の時代に大洲藩領から小西伝兵衛を招いて御用紙屋とし、紙漉に従事させた。小西伝兵衛にはじまる小松藩での和紙生産はその後発展を遂げ、紙は藩の専売品として藩財政を支える産品の一つになる。
元禄6年（1693年）には、除封された元陸奥大久保藩主本多政利の子・本多政真を預かっている。
宝永2年（1705年）閏4月15日、長男・頼徳に家督を譲って隠居。
正徳6年（1716年）3月15日に小松にて死去した。享年75。

## 備考
- 『土芥寇讎記』では統治者として高評価をされており、殺生を嫌ったと記されている。

## 系譜
- 父：一柳直頼（1602-1645）
- 母：青龍院 - 小出吉親の娘
- 正室：性善院 - 分部嘉治の娘
  - 三男：一柳直堅（1680-1705）
- 側室：正寿院
  - 長男：一柳頼徳（1666-1724）
- 生母不明の子女
  - 次男：一柳治良